# Lipnik, Razgrad
Lipnik (în bulgară Липник) este un sat în comuna Razgrad, regiunea Razgrad,  Bulgaria. 

## Demografie
Componența etnică a satului Lipnik
     Bulgari (7,22%)
     Turci (81,76%)
     Nicio identificare (11,01%)
     Altele (0,72%)
La recensământul din 2011, populația satului Lipnik era de 554 locuitori. Din punct de vedere etnic, majoritatea locuitorilor (81,76%) erau turci, cu o minoritate de bulgari (7,22%). Pentru 11,01% din locuitori nu este cunoscută apartenența etnică.